# Saad Eddin Ibrahim

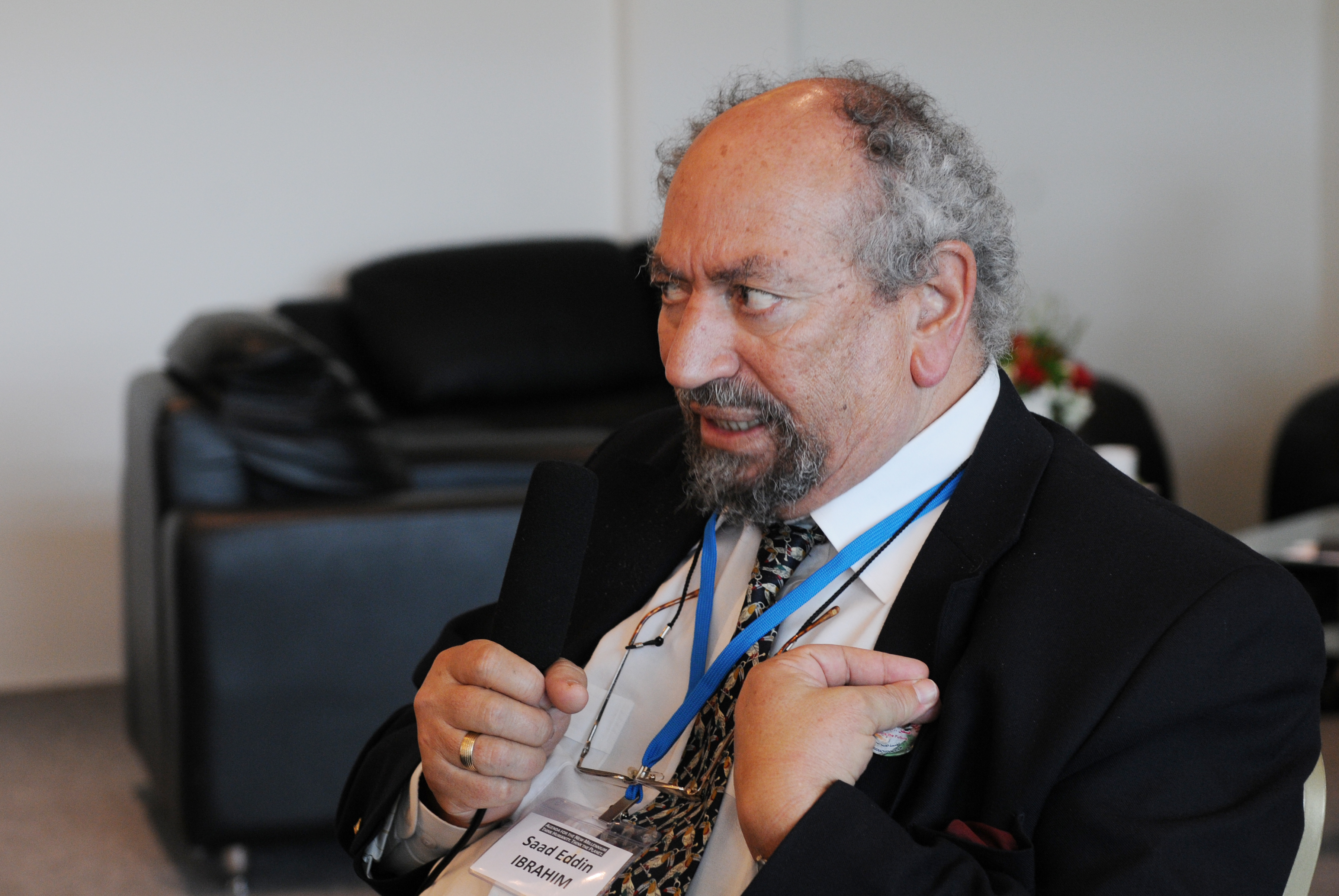
Saad Eddin Ibrahim (2009)

Saad Eddin Ibrahim (arabisch سعد الدين إبراهيم, DMG Saʿd ad-Dīn Ibrāhīm; * 3. Dezember 1938 in al-Mansura; † 29. September 2023) war ein ägyptischer Soziologe und Menschenrechtsaktivist.

## Leben
Ibrahim spielte eine führende Rolle in der ägyptischen Menschenrechtsbewegung. Er war Professor für Soziologie an der American University in Cairo und Gründer des Ibn Khaldun Center for Development Studies in Kairo und der Arab Organization for Human Rights (Kairo). Seine Frau Barbara Lethem Ibrahim ist Direktorin des Center for Civic Engagement and Philanthropy in Kairo. Die Ibrahims haben zwei Kinder, Randa und Amir Ibrahim.
Im Jahr 2000 verurteilte ihn der ägyptische Staatssicherheitsgerichtshof wegen „Diffamierung Ägyptens“ zu sieben Jahren Haft. Seine Verteidiger argumentierten, dass der eigentliche Grund für die Verurteilung Ibrahims scharfe Kritik an der Regierung Muhammad Husni Mubaraks gewesen sei. Der Fall erregte international Aufsehen und von vielen Seiten wurde gegen das Vorgehen Ägyptens protestiert. Im Jahr 2003 hob das oberste Zivilgericht Ägyptens schließlich die Verurteilung auf und Ibrahim wurde aus der Haft entlassen.
Im August 2008 wurde er erneut wegen „Diffamierung Ägyptens“ verurteilt, diesmal zu zwei Jahren Haft auf Bewährung.
Ibrahim war ab dem Studienjahr 2008/09 Professor für politische Soziologie an der Indiana University und außerdem Gastwissenschaftler am Center for Middle Eastern Studies der Harvard University.
Ibrahim kritisierte die Unterstützung westlicher Staaten für autokratisch geführte arabische Staaten. So müsse zum Beispiel auch die Unterstützung für Ägypten an die Einhaltung der Menschenrechte und demokratische Reformen gebunden werden. Einen entsprechenden Rat gab Ibrahim nach eigenen Angaben auch US-Präsident Barack Obama in einem persönlichen Gespräch vor seiner Kairoer Rede an die islamische Welt am 4. Juni 2009.
In Würdigung seines Engagements erhielt Ibrahim 2002 den Preis für Verständigung und Menschenrechte.

## Veröffentlichungen
Ibrahim hat mehrere Bücher und eine große Zahl wissenschaftlicher Artikel veröffentlicht. Wichtig sind vor allem seine Studien zum islamischen Aktivismus und zu Zivilgesellschaft und Demokratie in der arabischen Welt.
- Sociology of the Arab-Israel Conflict
- Arabism in Egypt
- The New Arab Social Order
- The Great Arab Sedition in the Gulf
- Family, Gender and Population in the Middle East
- Egypt, Islam and Democracy